# Incestophantes lamprus
Incestophantes lamprus är en spindelart som först beskrevs av Chamberlin 1920.  Incestophantes lamprus ingår i släktet Incestophantes och familjen täckvävarspindlar. Inga underarter finns listade i Catalogue of Life.